# 완비 격자
순서론에서 완비 격자(完備格子, 영어: complete lattice)는 임의의 크기의 이음 및 만남이 존재하는 격자이다.

## 정의

### 순서론적 정의
모든 부분 집합 {\displaystyle S\subseteq L}이 상한을 갖는 원순서 집합 {\displaystyle (L,\lesssim )}을 상완비 원반격자(上完備原半格子, 영어: upper-complete presemilattice)라고 한다. 마찬가지로, 모든 부분 집합 {\displaystyle S\subseteq L}이 하한을 갖는 원순서 집합 {\displaystyle (L,\lesssim )}을 하완비 원반격자(下完備原半格子, 영어: lower-complete presemilattice)라고 한다. 두 상/하완비 원반격자 사이의 상/하완비 원반격자 사상(영어: upper/lower-complete presemilattice morphism)은 이러한 상한/하한들을 보존하는 함수이다.
원순서 집합 {\displaystyle (L,\lesssim )}에 대하여 다음 다섯 조건이 서로 동치이며, 이 조건을 만족시키는 원순서 집합 {\displaystyle L}을 완비 원격자(完備原格子, 영어: complete prelattice)라고 한다.
- 모든 부분 집합의 상한과 하한이 존재한다.
- 모든 부분 집합의 상한이 존재한다.[1]:9, Proposition O-2.2, (i)
- 모든 부분 집합의 하한이 존재한다.[1]:9, Proposition O-2.2, (i)
- 모든 유한 집합의 상한이 존재하며, 모든 상향 집합의 상한이 존재한다.[1]:9, Proposition O-2.2, (ii)
- 모든 유한 집합의 하한이 존재하며, 모든 하향 집합의 하한이 존재한다.[1]:9, Proposition O-2.2, (iii)

완비 원격자 사상(영어: complete prelattice morphism)은 모든 이음과 만남을 보존하는 함수이다. 즉, 완비 원격자 및 상·하 완비 원반격자의 개념은 일치하지만, 그 사이에 주어진 사상은 다르다.
증명:
{\displaystyle L}의 모든 부분 집합이 상한을 갖는다고 가정하고, {\displaystyle S\subseteq L}이 임의의 부분 집합이라고 하자. {\displaystyle S}의 하계들의 집합
{\displaystyle B=\bigcap _{s\in S}\mathop {\downarrow } s}
을 생각하자. 그렇다면 그 상한 {\displaystyle \textstyle \bigvee B}는 {\displaystyle S}의 하한이다.
이제, {\displaystyle L}의 모든 유한 집합과 모든 상향 집합이 상한을 갖는다고 하자. 그렇다면, 임의의 부분 집합 {\displaystyle S}에 대하여, 그 유한 부분 집합들의 상한들의 집합
{\displaystyle \left\{\bigvee F\colon F\subseteq S,\;|F|<\aleph _{0}\right\}}
은 {\displaystyle L}의 상향 집합이며, 그 상한은 {\displaystyle S}의 상한이다.
부분 순서 집합인 완비 원격자를 완비 격자라고 한다. 이 경우 상한과 하한이 유일하게 존재한다. 격자 이론에서는 부분 집합 {\displaystyle S}의 상한을 통상적으로 이음(영어: join) {\displaystyle \textstyle \bigvee S}이라고 부르며, 부분 집합 {\displaystyle S}의 하한을 만남(영어: meet) {\displaystyle \textstyle \bigwedge S}이라고 한다. 완비 격자의 사상은 두 완비 격자 사이의 완비 원격자 사상이다.

### 범주론적 정의
원순서 집합은 작은 얇은 범주로 간주할 수 있으며, 이 경우 상한은 쌍대 극한, 하한은 극한에 대응된다. 따라서, 위의 순서론적 정의들을 범주론적 언어로 재서술할 수 있다.
모든 작은 쌍대 완비 범주는 항상 원순서 집합(얇은 범주)이며, 이러한 조건을 만족시키는 작은 범주를 상완비 원반격자(上完備原半格子, 영어: upper-complete presemilattice)라고 한다. 상완비 원반격자 사이의 사상은 모든 작은 쌍대극한을 보존하는 함자이다.
마찬가지로, 모든 작은 완비 범주는 항상 원순서 집합(얇은 범주)이며, 이러한 조건을 만족시키는 작은 범주를 하완비 원반격자(下完備原半格子, 영어: lower-complete presemilattice)라고 한다. 하완비 원반격자 사이의 사상은 모든 작은 극한을 보존하는 함자이다.
작은 범주에 대하여 다음 두 조건이 서로 동치이며, 이를 완비 원격자(完備原格子, 영어: complete prelattice)라고 한다.
- 쌍대 완비 범주이다.
- 완비 범주이다.

이는 수반 함자 정리에 의하여 함의된다. 특히, 모든 완비 원격자는 원순서 집합(얇은 범주)이다. 완비 원격자 사이의 사상은 모든 작은 극한 및 모든 작은 쌍대극한을 보존하는 함자이다.
완비 원격자에서, 만약 서로 동형인 두 대상이 항상 같다면, 이를 완비 격자(영어: complete lattice)라고 한다. 완비 격자의 사상은 두 완비 격자 사이의 완비 원격자 사상이다.

## 성질
이름과 같이, 완비 격자는 격자를 이루며, 또한 항상 유계 격자를 이룬다. (공집합의 이음과 만남이 각각 최대·최소 원소이다.) 반대로, 모든 유한 격자는 완비 격자이다.
전순서 집합에 대하여, 다음 두 조건이 서로 동치이다.
- 순서 위상 아래 콤팩트 공간이다.
- 완비 격자이다.

타르스키 고정점 정리에 의하면 완비 격자에서 자신으로 가는 순서 보존 함수가 있을 때, 그 함수의 고정점의 집합은 다시 완비 격자를 이룬다.

## 예

### 집합론
집합 {\displaystyle S} 위의 멱집합 격자 {\displaystyle ({\mathcal {P}}(S),\subseteq )}는 완비 격자이다.
집합 {\displaystyle S} 위의 동치 관계들의 집합 {\displaystyle \operatorname {Eq} (S)}에, 만약
{\displaystyle a\sim _{1}b\implies a\sim _{2}b}
라면
{\displaystyle {\sim }_{1}\leq {\sim }_{2}}
라고 정의하자. 그렇다면 {\displaystyle \operatorname {Eq} (S)}는 완비 격자이다.

### 위상수학
위상 공간 {\displaystyle X}에 대하여, 열린집합들의 부분 순서 집합은 완비 격자이자 헤이팅 대수이다.
닫힌구간 {\displaystyle [a,b]\subset \mathbb {R} }은 콤팩트 전순서 집합이므로 완비 격자이다.

### 대수학
군 {\displaystyle G}에 대하여, {\displaystyle G}의 부분군들의 (포함 관계에 대한) 부분 순서 집합은 완비 격자이다.
환 {\displaystyle R}에 대하여, {\displaystyle R}의 아이디얼들의 (포함 관계에 대한) 부분 순서 집합은 완비 격자이다.
음이 아닌 정수의 집합 {\displaystyle \mathbb {Z} _{\geq 0}}에서, 인수 관계 {\displaystyle \mid }를 가하면, {\displaystyle (\mathbb {Z} _{\geq 0},\mid )}은 완비 격자를 이룬다.